# 守护者 (航海家号)
（Caretaker）是科幻电视剧《星际旅行：航海家号》的第一、二集。在电视网首播时，它是有兩小時長度的一集，但在后来重播时被一分为二。该集（以及该剧）的主角是由凯特·慕格饰演的凯瑟琳·珍妮薇上校，但在该集末尾的字幕中，误打出了此前已取消扮演该角的吉纳维芙·比约尔德。

## 情节
故事开始于马奇游击队与卡达西人在恶域的一场战斗。马奇船为了躲避卡达西船而进入了一处离子风暴中，这艘由查可泰指挥的马奇船随即被一股强大的位移波击中。
在这次事件发生后不久，联邦便派遣了一艘星舰航海家号去调查失踪的马奇船，而航海家号的总安全官也在那艘船上从事间谍工作。在启程之前，珍妮薇舰长征召了前星际舰队军官汤姆·派里斯——他曾为马奇游击队工作，当时正在新西兰的一处刑事基地服刑。在离开星站进入恶域后不久，航海家号便受受到一股连续四重子（tetryon）波的扫描，几秒后也被另一股位移波击中。
航海家号与马奇船都被传送到了离原来所在的恶域有七万光年之远的第四象限。在第四象限的位置，有一个巨大的外星人阵列，而且还在不停地向一座邻近的星系发射脉冲能量。马奇船似已被抛弃，而航海家号的船员们则开始修复位移波造成的损伤。在舰桥，航海家号失去了她的大副卡维特（Cavitt）少校与舵手斯塔蒂（Stadi）上尉；在医务室，总医官与护士皆在控制台的爆炸中丧生；在轮机室，总轮机长也在事件中丧生。而由于曲速核心出现微裂缝，珍妮薇还得在星舰爆炸前与轮机员乔·卡里（Joe Carrey）一同密封上裂缝。在完成这些工作后，航海家号上的幸存船员都被传送到了阵列上。
当船员们到达后，看到的是一处地球风格的农庄。友好的女主人让他们稍等片刻，但却不告诉他们等待何事。在对农庄进行扫描后，派里斯与哈里·金少尉在谷仓中发现了一个全息发生器，并还发现了失踪的马奇船员——他们似乎被用于某种医学实验。在对航海家号的船员进行实验后，两艘船的船员都送回各自的飞船——除了两人：马奇船的贝拉娜·朵芮丝与航海家号的金少尉。在珍妮薇舰长的提议下，两艘船决定一同解决这个问题，在此时，查可泰也获悉了杜沃克的星际舰队间谍身份。
两艘船向阵列派遣了一组外勤队，发现农庄中只剩下一位弹着五弦琴的老人。他说了句“没时间了！”，便拍拍手把整组队员送回了航海家号的舰桥上。
朵芮丝与金醒来，发现自己躺在一种先进的医疗仪器中，并被一群外星人精心照料。尽管医生向他们保证他们会过得十分舒适，并会被当成客人对待；但也承认无法治愈他们，而且每一个送来的人最终结果都是死亡。最初，朵芮丝试图进行暴力反抗，这群外星人不得不给她注射麻药。不久后，外星人便邀请这两位客人参观他们的地下城市，并向他们简要地介绍自己的历史与文化。原来这群叫做奥康帕人的种族，在很久以前是居住在地面上的，在地面上的水消失后他们迁移到了地下；在此以后便由守护者给他们提供能量供给。但最近这些供应开始增加，让奥康帕人储存了五年的用量。守护者满足他们所有的需求，而唯一要求他们做的就是照料好他送来的客人：这些人都遭到了致命的疾病或外伤。
在追寻脉冲路径的途中，航海家号与马奇船在一片布满残骸的区域中遇到了叫做尼利克斯的外星人。他告诉他们，这几年守护者带来了许多他们那样的星舰，而他也愿意帮助他们寻找失踪的船员。在抵达行星的轨道后，尼利克斯把外勤队员们带到了居住着一群卡松人的地方。他还建议航海家号用大量的水来作为交换条件，救出了他的同伴——奥康帕人凯丝——然后他就想溜走，但凯丝说服他留下帮助寻找失踪的船员。
凯丝解释说，她是通过一条古老地道逃出地下城市的，而她的先辈们就是从那条地道进入的。地道后来被力场封锁，但在几个世纪后已经出现了足够一个人通过的缺口，于是航海家号通过力场的缺口传送了一组外勤队下去。在抵达后，外勤队并没有发现两人的踪迹，原来两人已经找到了挖掘工具并想从地道中逃走。基于了解到的情况，杜沃克得出了一种假设：守护者正濒临死亡。守护者曾说过，他的罪过无法偿清；而且他增加了给奥康帕人的能量供给；并还开始封住传送能量的通道。对外勤队来说，最直接的问题是地面上的武器开火阻止了传送器的传送，因此他们必须自己挖通地道爬到地面去。
在从地道逃走的过程中，由于武器的开火，查可泰所站的平台从石墙上脱落，他因此而受伤。随后，航海家号与马奇船返回了阵列，治愈了他们的船员并打算通过阵列安全返回第一象限。但是，一队欧格拉（Ogla）派系的卡松舰队向他们挑起了战斗，不让他们登上阵列。珍妮薇设法传送上了阵列，并发现守护者带他们到这里的真正意图：守护者行将就木。他告诉珍妮薇，他的人民也是一群探索者，他们在不经意间引发了奥康帕星大气层被破坏的灾难，迫使行星上的人们迁居到地下。他和另外一人被选中留下来照看奥康帕人，但他的伙伴已离开许久，在他死后将不会有人继续照看奥康帕人。他开始在银河系间寻找与他的基因符合的人繁殖后代，这样他的后代还能继续担当起照料他们的任务，但他最终还是失败了。因此他不得不摧毁阵列，以防止它落入卡松人之手。
尽管航海家号在科技上领先于她的卡松对手，但在数量、大小以及攻击性上，卡松舰队都占据了优势。最后，唯一摧毁领头卡松战舰的方法便是让马奇船猛烈撞击它，与之同归于尽。查可泰在撞击前手动驾驶飞船，并在碰撞上的前一刻传送上了航海家号。但这次碰撞导致卡松战舰撞坏了阵列的一臂，让守护者设定的自毁程序中断。虽然可以通过阵列返回第一象限，但在仔细考虑了最高指导原则后，珍妮薇决定尊重守护者的遗愿，使用航海家号的武器摧毁阵列。在她摧毁阵列后，欧格拉派系的头领在撤退舰队前告诉她，“你在今天树立了一名敌人”。
在该集的末尾，珍妮薇通过战地任命授予汤姆·派里斯上尉军衔，并任命他为舵手，取代已死亡的斯塔蒂上尉。马奇船的船员们也加入了航海家号，查可泰被珍妮薇任命为大副。尼利克斯与凯丝请求留在船上，珍妮薇同意了他们的请求。于是航海家号开始了预期七十五年之久的返家旅程。